# Labuat
Labuat és el nom del projecte musical format per Virginia Maestro, The Pinker Tones i Risto Mejide, que va participar en el primer disc com a compositor i productor executiu. També es coneix així a la mateixa Virginia Maestro com a nom artístic. Per a molts crítics musicals és una de les grans sorpreses del pop de l'any.
Una part del projecte neix de la mà de Risto Mejide, que va compondre unes cançons perquè les gravés una veu femenina i les produïssin The Pinker Tones. Mejide no va trobar la veu adequada fins que va escoltar a Virgínia Mestre en el càsting d'Operación Triunfo 2008. Mentre ella estava a l'acadèmia, ell ja havia arribat a un acord amb Sony BMG per publicar el disc encara que aquesta no guanyés.
| «                  | Quan jo estava en el programa, els Pinker Tones i Risto ja estaven en contacte esperant que jo sortís i poder començar el projecte. Fins i tot ells ja havien parlat amb Sony i havien acordat que encara que jo no hagués guanyat el projecte es faria igualment. És clar que jo no tenia ni idea. Estava preocupada per saber què passaria amb la meva vida. Era un projecte que tenien entre mans i només els faltava trobar la veu adequada. Crec que ha estat una sort compartida el fet d'haver-nos trobat. | » |
| — Virginia Maestro | |   |

A la festa que es va celebrar després de la final del programa, Risto Mejide li va parlar a Virgínia de les cançons i li va demanar el seu número de telèfon per fer-li una proposta. Dos dies després, Virgínia va anar a casa per escoltar les maquetes i va veure en una taula una foto seva en la qual posava Labuat, nom amb què es va sentir identificada en saber el seu significat.
Va ser una idea de Risto, el matí que vaig anar a casa, al cap de dos dies de sortir del programa per escoltar la maqueta i que ell em proposés el projecte, tenia en una taula les fotografies meves i a sota posava "Labuat". 
| «                                  | Em va dir que era el nom de la sala de Barcelona on havia sentit per primera vegada jazz. Això va ser una pista perquè jo em sentís molt identificada. Després em va dir que venia de la boîte en francès que significa "la discoteca" però més en un sentit de sala de concerts més íntim, amb la qual cosa cada vegada m'anava sentint més identificada. De la manera tan íntima que tinc de sentir la música de dins cap a fora li vaig dir que sí. | » |
| — Virginia Maestro, veu de Labuat. | |   |

## Estils
- Blues
- Jazz
- Pop
- Soul